# Клименкова, Ольга Никифоровна
О́льга Ники́форовна Клименко́ва (род. 24 ноября 1946 года, Кронштадт) — советская и российская поэтесса, драматург, автор текстов более трехсот песен, автор пьес для драматических и музыкальных театров, музыкант, радиоведущая, неоднократный лауреат телевизионного фестиваля «Песня года».

## Биография
В 1978 году окончила оркестровый факультет ЛОЛГК им. Римского-Корсакова (кафедра скрипки и альта) и в качестве скрипачки стала работать (до 1989 года) в Ленинградском концертном оркестре под управлением А. С. Бадхена Первую известность как поэту-песеннику Ольге Клименковой принесла композиция Андрея Медведева на её стихи — «День рождения», которую в 1985 году записал Михаил Боярский. Успех подкрепился выходом серии песен на стихи Ольги Клименковой с музыкой Андрея Медведева, записанные Игорем Скляром — «Пять углов», «Чужая жена», «Мишель» и «Белые цветы». Начиная с 1990 года песни на стихи Клименковой несколько раз получали лауреатство на телевизионном фестивале «Песня года». Ольга Никифоровна достаточно часто сотрудничает с такими композиторами, как Андрей Медведев, Андрей Косинский, Игорь Азаров, Лора Квинт, Анатолий Кальварский, Валерий Севастьянов. Её произведения входят в репертуар Михаила Боярского, Игоря Скляра, Надежды Бабкиной, Алёны Апиной, Лолиты Милявской, Андрея Билля, Людмилы Сенчиной, Любови Успенской, Ирины Шведовой, Ларисы Долиной, Филиппа Киркорова, Сергея Рогожина, Анне Вески, Андрея Косинского, Александра Олешко и многих других. С 1990 года по 2000 год работала в Музыкальной редакции Государственной телерадиокомпании «5-й канал» автором музыкальных программ и комментатором.
В настоящее время живёт в Санкт-Петербурге, с 2006 года работает музыкальным редактором и ведет авторские передачи «Любви старинные туманы» и «Музыкальная гостиная» в телерадиокомпании «Россия».

## Известные песни
- «День рождения» (музыка Андрея Медведева) — исполняет Михаил Боярский
- «Пять углов» (музыка Андрея Медведева) — исполняет Игорь Скляр
- «Мишель» (музыка Андрея Медведева) — исполняет Игорь Скляр
- «Портрет Челентано» (музыка Андрея Медведева) — исполняет Игорь Скляр
- «Белые цветы» (музыка Андрея Медведева) — исполняет Игорь Скляр
- «Поздно тебя искать» (музыка Андрея Медведева) — исполняет Игорь Скляр
- «Свет земной любви» (музыка Андрея Медведева) — исполняет Иосиф Кобзон
- «Карнавальный мираж» (музыка Андрея Медведева) — исполняет Андрей Медведев
- «Запорожец и мерседес» (музыка Валерия Севастьянова) — исполняет Лариса Долина
- «Шалая» (музыка Игоря Азарова) — испоняет Ирина Аллегрова
- «Королева Боль» (музыка Валерия Севостьянова) — исполняет Анне Вески
- «Дай мне время» (музыка Валерия Севостьянова) — исполняет Анне Вески
- «Весенний дождь» (музыка Вениамина Баснера) — исполняет Людмила Сенчина
- «Качели под снегопадом» (музыка Игоря Азарова) — исполняет Людмила Сенчина
- «Гусарская песня» (музыка Лоры Квинт) — Филипп Киркоров
- «Жестокая» (музыка Лоры Квинт) — Филипп Киркоров
- «Белым-бела» (музыка Игоря Азарова) — исполняет Любовь Успенская
- «Сигаретка» (музыка Игоря Азарова) — исполняет Любовь Успенская
- «Серпантин» (музыка Игоря Азарова) — исполняет Любовь Успенская
- «Горький шоколад» (музыка Игоря Азарова) — исполняет Любовь Успенская
- «Гранатовый браслет» (музыка Лоры Квинт) — исполняет Максим Аверин
- «О, Сан-Ремо!» (музыка Лоры Квинт) — исполняет Андрей Билль
- «Ревность» (музыка Лоры Квинт) — исполняет Сергей Рогожин
- «Музыка, меня не оставляй» (Музыка Ольги Фадеевой) — исполняют — Сергей Рогожин и Тамара Гвердцители
- «Этот день» (музыка Лоры Квинт) — исполняет Лолита Милявская
- «Песня о женской дружбе» (музыка Лоры Квинт) — исполняют Алёна Апина и Лолита Милявская
- «Соперница» (музыка Лоры Квинт) — исполняет Алёна Апина
- «Мой единственный» (музыка Лоры Квинт) — исполняет Алёна Апина
- «Семечек стакан» (музыка Андрея Косинского) — исполняет Алёна Апина
- «Ложь во спасение» (музыка Андрея Косинского) — исполняет Алёна Апина
- «Круглая песня» (для мультсериала «Смешарики», музыка Марины Ланда)[4] — исполняет МДТ «Непоседы»
- «Гуталин» (музыка Андрея Косинского) — исполняет Александр Олешко
- «Родина у нас одна»(музыка Андрея Косинского) — исполняет Александр Олешко
- «Виниловая пластинка» (музыка Андрея Косинского) — исполняет Александр Олешко
- «Сакура» (музыка Андрея Косинского) — исполняет Андрей Косинский
- «Корюшка» (музыка Андрея Косинского) — исполняет Андрей Косинский
- «Родина у нас одна» (музыка Андрея Косинского) — исполняет Андрей Косинский
- «Грешный миг» (музыка Андрея Косинского) — исполняют Алёна Апина и Борис Моисеев
- «Музыка» (музыка Анатолия Кальварского) — исполняет Сергей Рогожин)
- «Это были не мы» (музыка Анатолий Кальварский, Анатолий Владимирович) — исполняет Сергей Рогожин)
- «Венера» (музыка Анатолий Кальварский) — исполняет Сергей Рогожин
- «Мадам Баттерфляй» (музыка Владимира Сайко) — исполняет Сергей Рогожин
- «Пионы» (музыка Владимира Сайко) — исполняет Сергей Рогожин
- «Белые цветы» (музыка Игоря Азарова) — исполняют Кира Дымов и Ирина Круг
- «Молчи» (музыка Игоря Азарова) — исполняет Ирина Круг
- «На чужой беде» (музыка Игоря Азарова) — исполняет Ирина Круг
- «Любовь нас не отпустила» (музыка Игоря Азарова) — исполняет Кира Дымов
- «Зима» (музыка Игоря Азарова) — исполняет Надежда Бабкина
- «Между днём и ночью» (музыка Игоря Азарова) — исполняет Надежда Бабкина
- «Родина» (музыка Игоря Азарова) — исполняет Надежда Бабкина
- «Карточная дама» (музыка Лоры Квинт) — исполняет Андрей Билль
- «Очкарик» (музыка Лоры Квинт) — исполняет Андрей Билль
- «Чужестранец» (музыка Лоры Квинт) — исполняет Андрей Билль
- «Милый капитан» (музыка Лоры Квинт) — исполняет Андрей Билль
- «Карточная дама» (музыка Лоры Квинт) — исполняет Андрей Билль